# Eurispa
Eurispa là một chi bọ cánh cứng trong họ Chrysomelidae.
Chi này được miêu tả khoa học năm 1858 bởi Baly.

## Các loài
Các loài trong chi này gồm:
- Eurispa albipennis (Germar, 1848)
- Eurispa fraterna (Blackburn, 1892)
- Eurispa howittii (Baly, 1869)
- Eurispa loriae (Gestro, 1892)
- Eurispa major (Blackburn, 1888)
- Eurispa nigripes Blackburn, 1892
- Eurispa normalis (Baly, 1869)
- Eurispa simplex Blackburn, 1892
- Eurispa subvittata Uhmann, 1957
- Eurispa turneri Uhmann, 1957
- Eurispa vittata (Baly, 1858)
- Eurispa yorkiana (Mjöberg, 1917)